# Mákovník

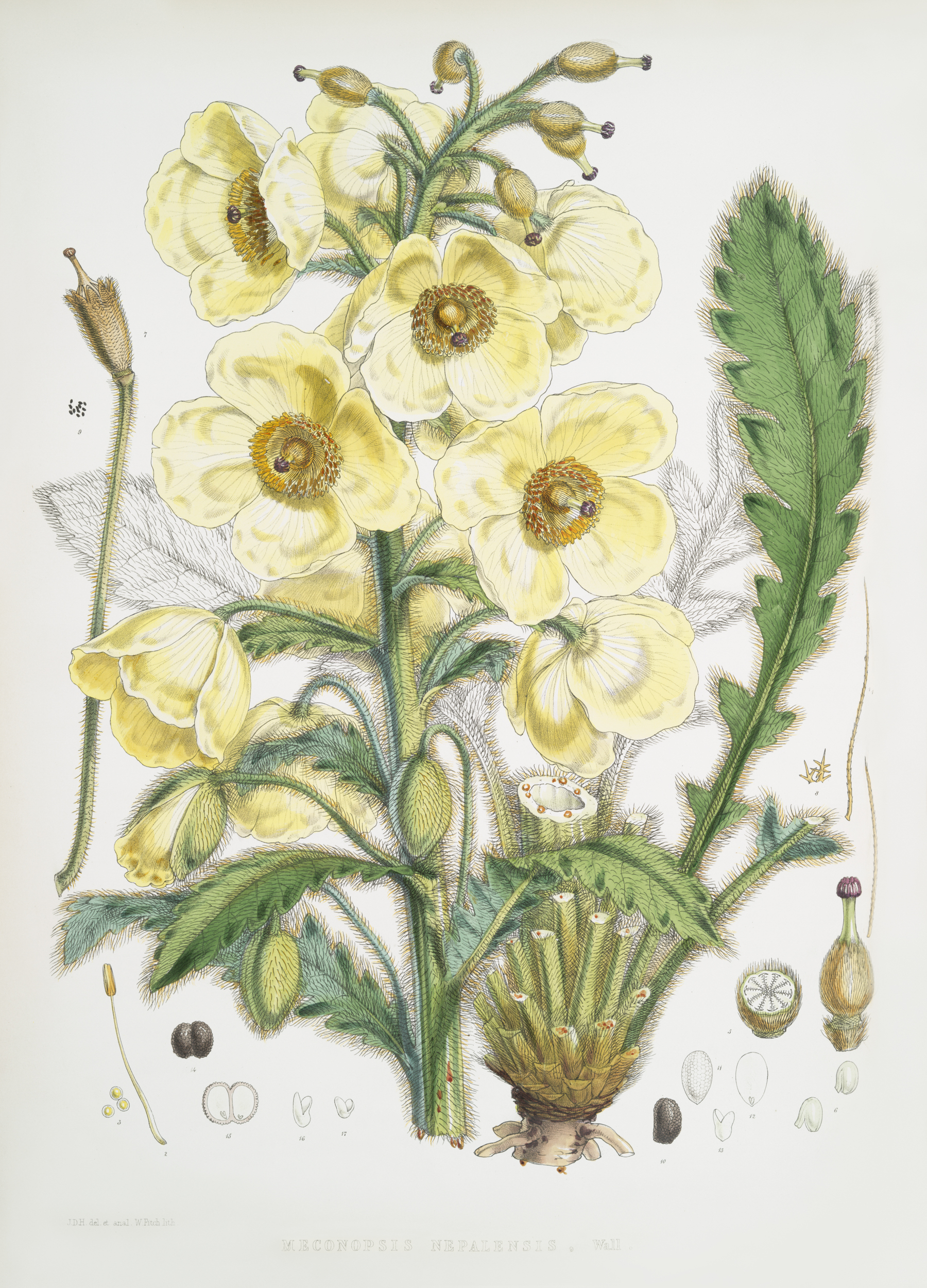
Druh Meconopsis nepalensis na botanické ilustraci z roku 1855

Mákovník (Meconopsis), česky též mákovec, je bývalý rod rostlin z čeledi makovité.
V současné taxonomii není tento rod jako samostatný uznáván a na základě výsledků fylogenetických studií byl spolu s několika dalšími rody vřazen do rodu Papaver (mák).
Mákovníky jsou krátkověké až vytrvalé byliny s velkými, nápadnými květy různých barev. Plodem je tobolka. Rod zahrnuje asi 48 druhů a je rozšířen v horách Číny a Tibetu a v Himálaji, mákovník velšský se jako jediný druh vyskytuje v atlantické západní Evropě.
Mákovníky obsahují účinné alkaloidy a některé druhy mají význam v tradiční asijské medicíně.
Jsou také pěstovány jako atraktivní zahradní byliny či skalničky.

## Popis
Mákovníky jsou monokarpické nebo vytrvalé, lysé nebo chlupaté byliny, ronící při porušení žlutou mléčnou šťávu. Listy jsou celokrajné, zubaté, nebo zpeřeně členěné až složené, spodní řapíkaté, horní lodyžní krátce řapíkaté až přisedlé, někdy na bázi objímavé. Rostliny mají buď jednoduchý nebo větvený stonek, nebo pouze přízemní růžici listů. Některé druhy jsou přes zimu zelené, jiné zatahují.
Květy jsou velké a nápadné, často talířovité nebo miskovité, jednotlivé nebo uspořádané v hroznech, latách nebo pseudookolících. Vrcholový květ v květenství se otevírá jako první. Kalich je opadavý, složený ze 2 nebo výjimečně 3 či 4 lístků. Koruna může být, modrá, purpurová, růžová, červená, žlutá nebo řidčeji bílá, složená ze 4 až 10 volných lístků. Tyčinek je mnoho. Semeník je úzký až téměř kulovitý, srostlý ze 3 až 12 plodolistů a obsahuje jedinou komůrku s mnoha vajíčky. Čnělky jsou volné, zpravidla krátké (někdy téměř chybějící), s volnými nebo srostlými, hlavatými až kyjovitými bliznami. Plodem je téměř kulovitá, vejcovitá až válcovitá tobolka, v horní části nebo téměř po celé délce se otevírající chlopněmi. Plody jsou na povrchu lysé, pýřité, štětinaté nebo ostnité a obsahují mnoho drobných semen.

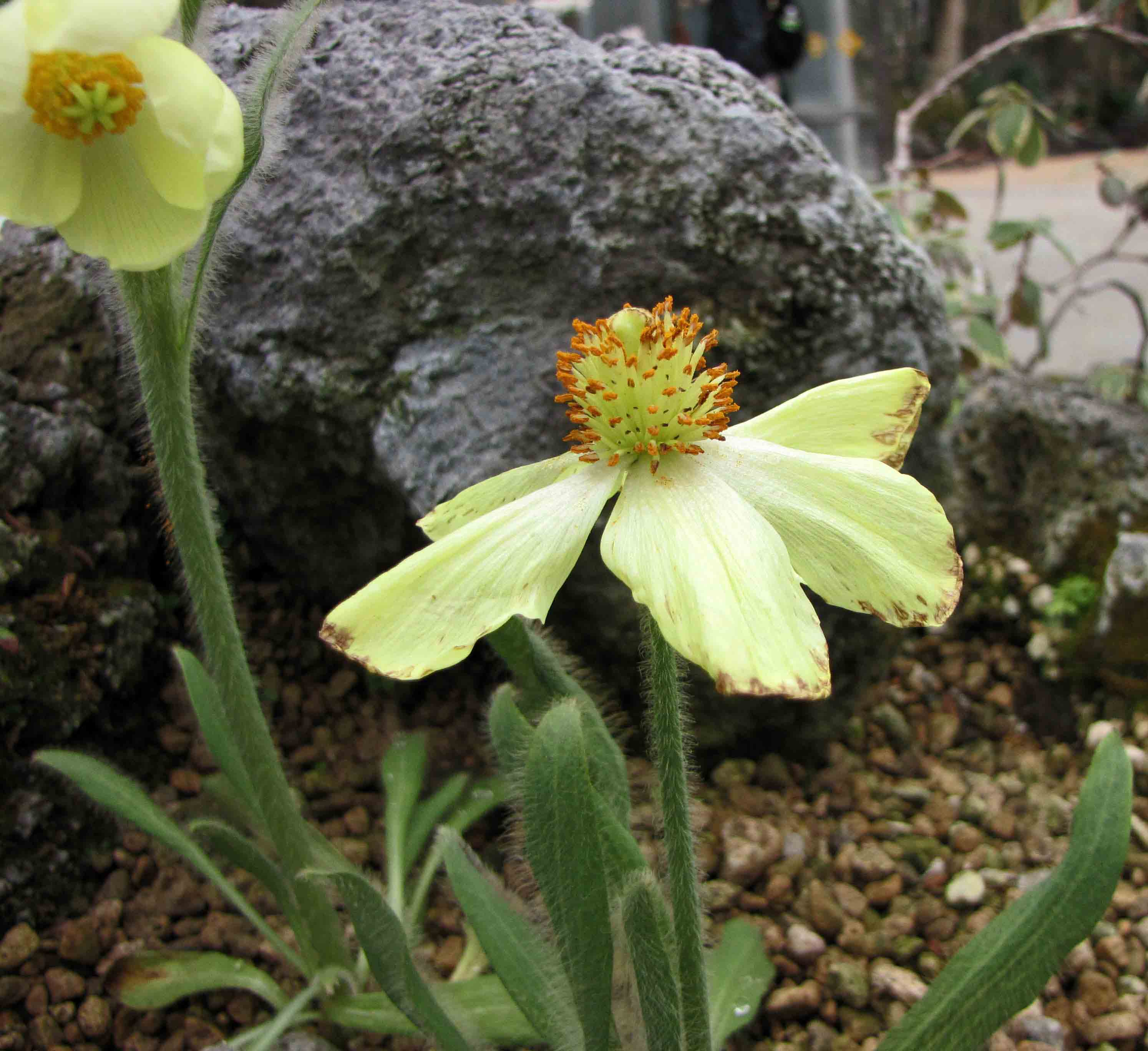
Žlutě kvetoucí druh M. integrifolia
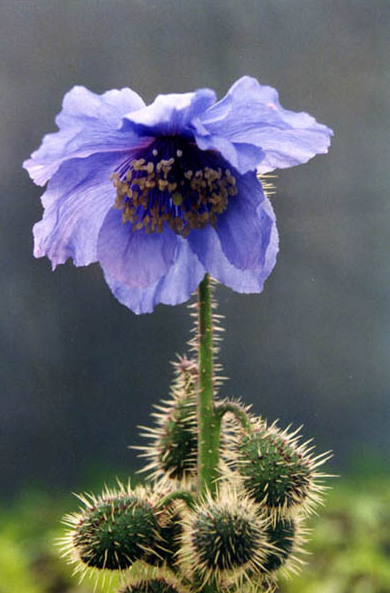
Mákovník hrozný (M. horridula)
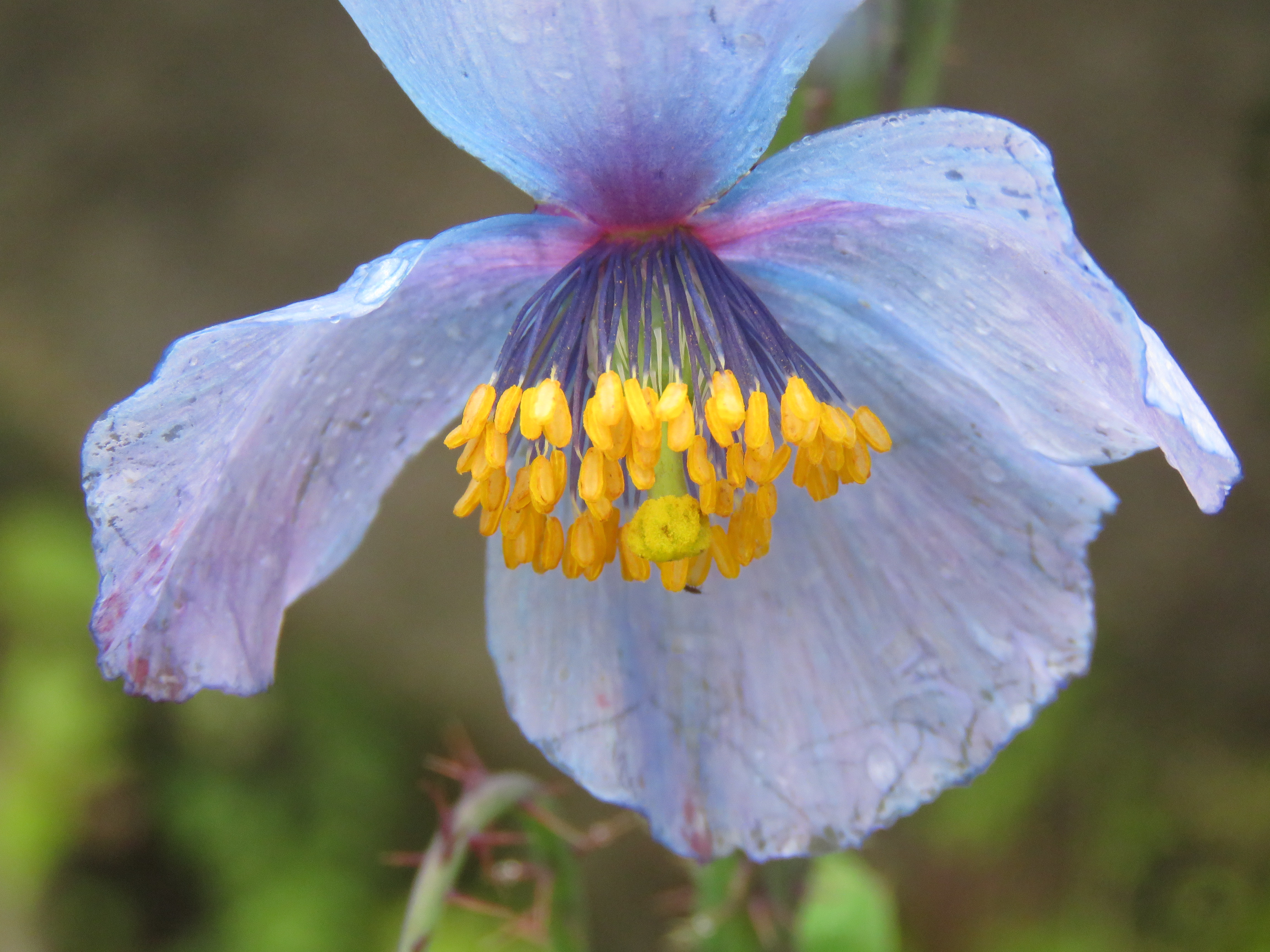
Detail květu mákovníku bukvicolistého (M. betonicifolia)

## Rozšíření
Rod mákovník zahrnuje asi 48 druhů. Centrum druhové diverzity je v Číně, Tibetu a Himálaji. V Číně roste většina druhů v horách západní a jihozápadní části země v oblasti západního S’-čchuanu, severozápadního Jün-nanu a provincie Čching-chaj. Výjimkou je druh Meconopsis oliveriana, který se vyskytuje ve střední Číně.
V Himálaji sahá areál rozšíření rodu od severního Pákistánu až po nejsevernější Myanmar, většina druhů roste ve východní části pohoří.
V Evropě roste jediný druh, mákovník velšský, rozšířený na západě kontinentu od Britských ostrovů přes Francii po Španělsko. V České republice se žádný druh nevyskytuje a ani dlouhodoběji nezplaňuje. V roce 2019 byl v krkonošském Obřím dole nalezen přechodně zavlečený mákovník velšský.

## Ekologické interakce
Květy mákovníků jsou opylovány hmyzem. Květy alpínského druhu Meconopsis integrifolia navštěvují zejména mouchy, zatímco květy kašmírského druhu M. latifolia vyhledávají čmeláci.

## Obsahové látky a jedovatost
Mákovníky obsahují účinné alkaloidy. U asijských druhů je to zejména protopin a amurensinin, zatímco pro evropský mákovník velšský je charakteristický aporfin a magnoflorin. O jedovatosti rostlin je málo informací. Kořeny, plody i semena himálajského mákovníku ostnitého mají narkotický účinek a rostlina je uváděna jako jedovatá, využívá se však v asijské medicíně.
Narkotické účinky má také himálajský druh Meconopsis napaulensis (syn. M. wallichii), jehož kořeny obsahují řadu alkaloidů (protopin, magnoflorin, kryptopin, koptisin, allokryptopin, rhoeadin).

Alkaloid protopin
Alkaloid aporfin

## Taxonomie
Rod Meconopsis byl popsán L. G. A. Viguierem v roce 1814, typový druh je M. cambrica. Na přelomu 19. a 20. století již bylo popsáno téměř 30 druhů.
Rod je blízce příbuzný s rodem Papaver (mák) a oba bývají společně s několika dalšími menšími rody řazeny do tribu Papavereae v rámci podčeledi Papaveroideae.
Hlavní morfologické diferenční znaky mezi oběma rody spočívají v charakteru gynecea. Rod Meconopsis má vyvinuté čnělky, nesoucí kyjovité až hlavaté, sbíhavé blizny, zatímco u rodu Papaver čnělky chybějí a blizny jsou přisedlé a srostlé v plochý až kuželovitý disk.
Výsledky molekulárních fylogenetických studií však ukázaly, že situace je složitější a různé vývojové linie rodu Meconopsis jsou promíseny s vývojovými liniemi rodu Papaver i některých dalších rodů daného tribu (Stylomecon, Roemeria). Proto byly všechny tyto rody vřazeny do široce pojatého rodu Papaver. Bazální větev dané skupiny představuje skupina několika asijských druhů mákovníků (M. villosa, M. chelidonifolia, M. smithiana), zbývající asijské druhy tvoří sesterskou skupinu k sekci Meconella rodu Papaver. Západoevropský druh M. cambrica není s ostatními mákovníky bezprostředně příbuzný a představuje samostatnou vývojovou větev, sesterskou s kladem Papaver s.str.

## Zástupci
- mákovník bukvicolistý (Meconopsis betonicifolia, syn. Papaver betonicifolium)
- mákovník Delavayův (Meconopsis delavayi, syn. Papaver delavayi)
- mákovník hrozný (Meconopsis horridula, syn. Papaver horridulum)
- mákovník ostnitý (Meconopsis aculeata, syn. Papaver guilelmi-waldemarii)
- mákovník pětižilný (Meconopsis quintuplinervia, syn. Papaver quintuplinervium)
- mákovník půvabný (Meconopsis bella, syn. Papaver bellum)
- mákovník velšský (Meconopsis cambrica, syn. Papaver cambricum)
- mákovník Wallichův (Meconopsis wallichii, syn. Papaver wallichii)[2][7]

## Význam

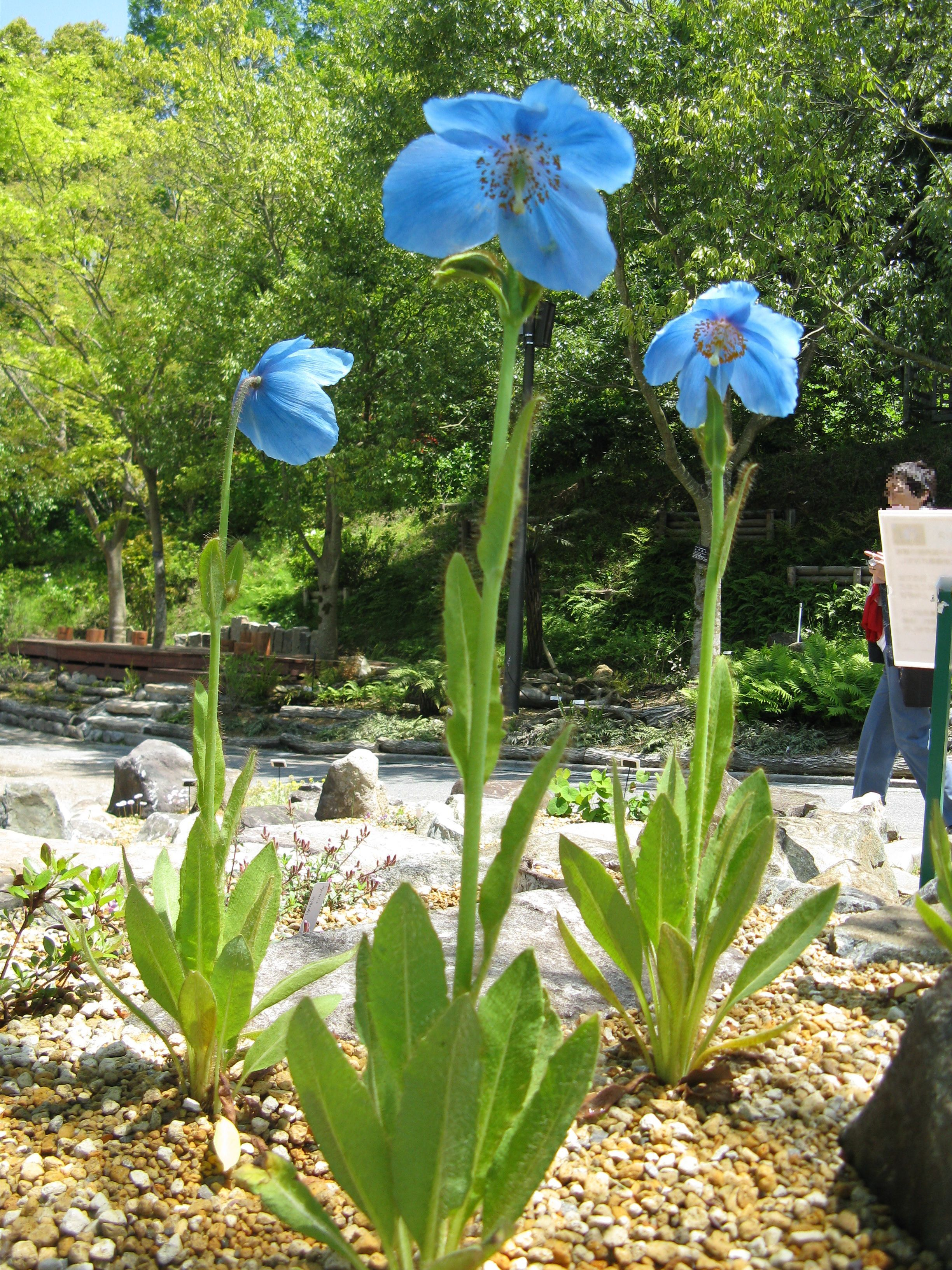
Meconopsis grandis v botanické zahradě v Japonsku

Mákovníky jsou pěstovány jako zahradní byliny či skalničky s atraktivními květy. Kvetou v létě. Některé druhy mají i působivé přízemní listové růžice.
Z asijských druhů se v evropských zahradách jako první objevil mákovník bukvicolistý, který byl přivezen z Tibetu v roce 1925. Další čínské a himálajské druhy záhy následovaly. Pod názvem M. betonicifolia bývá často nabízen blízce příbuzný druh M. baileyi.
Fascinující skalničkou je žlutokvětý robustní druh Meconopsis regia, pocházející ze středního Nepálu. Jedná se o krátkověkou rostlinu, která po odkvětu odumírá. Rostlina však z kultury již před dlouhou dobou zcela vymizela a nebyla znovu zavedena.
Řada druhů nachází využití v asijské medicíně. Nať mákovníku ostnitého je používána k čištění krve a snížení krevního tlaku. Jedovatý kořen má narkotické, antiseptické a tonické účinky. Pasta z něj je aplikována na infekce, zranění a bolavá záda. Celá rostlina, včetně kořene, slouží při léčení artritidy, zlomenin, vředů, plicních chorob a zánětu jater. Domorodci v Himálaji připravují z rostliny pastu, kterou si ulevují od revmatických bolestí.
Nať mákovníku hrozného je v tradiční čínské medicíně využívána jako analgetikum a protizánětlivý prostředek při ošetřování zlomenin, zranění a bolestí zad a kloubů.
Nať Meconopsis simplicifolia je používána mimo jiné při léčení malárie. Mezi další medicínsky využívané druhy náleží např. M. paniculata a M. primulina.

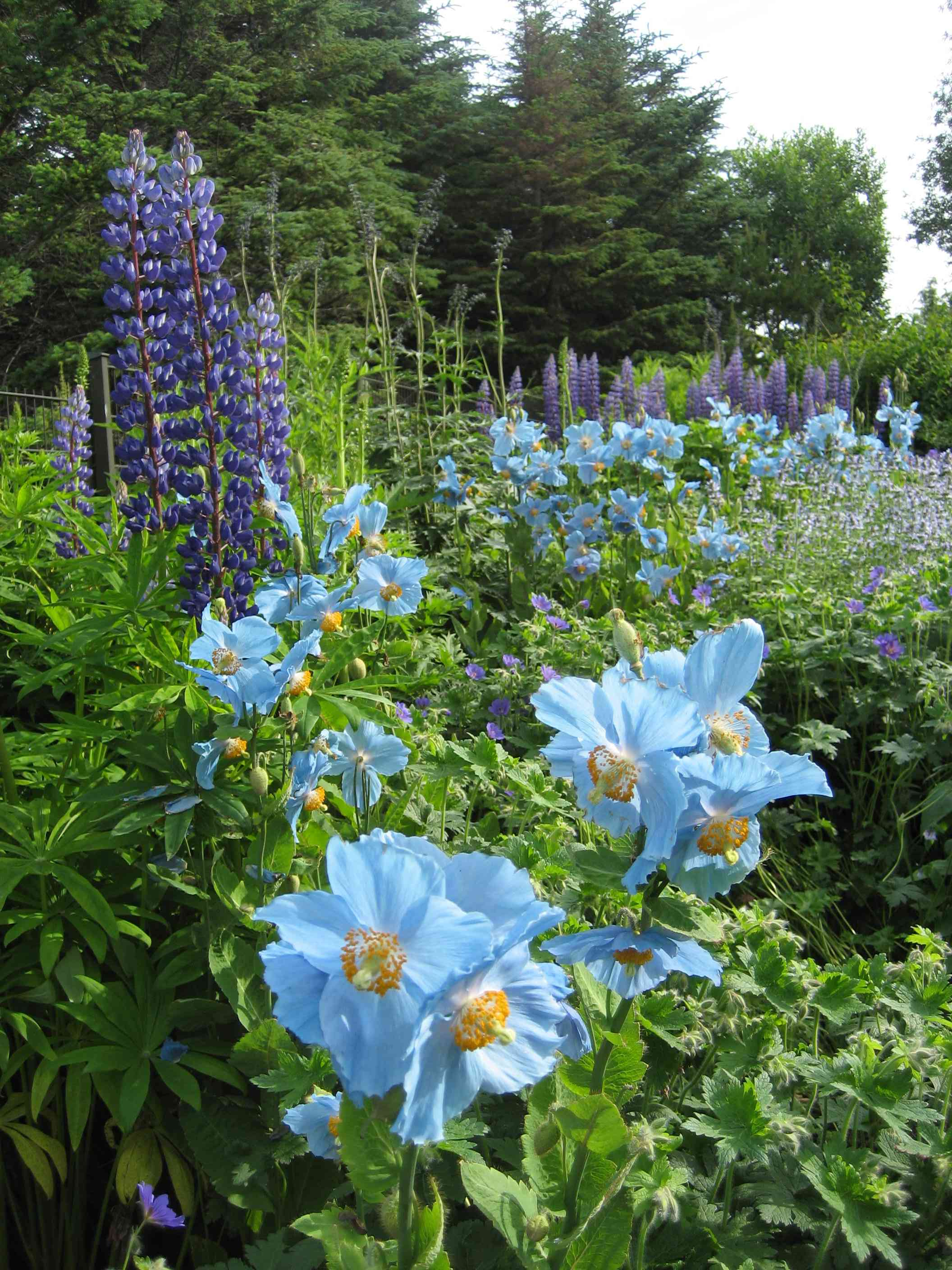
Meconopsis × sheldonii
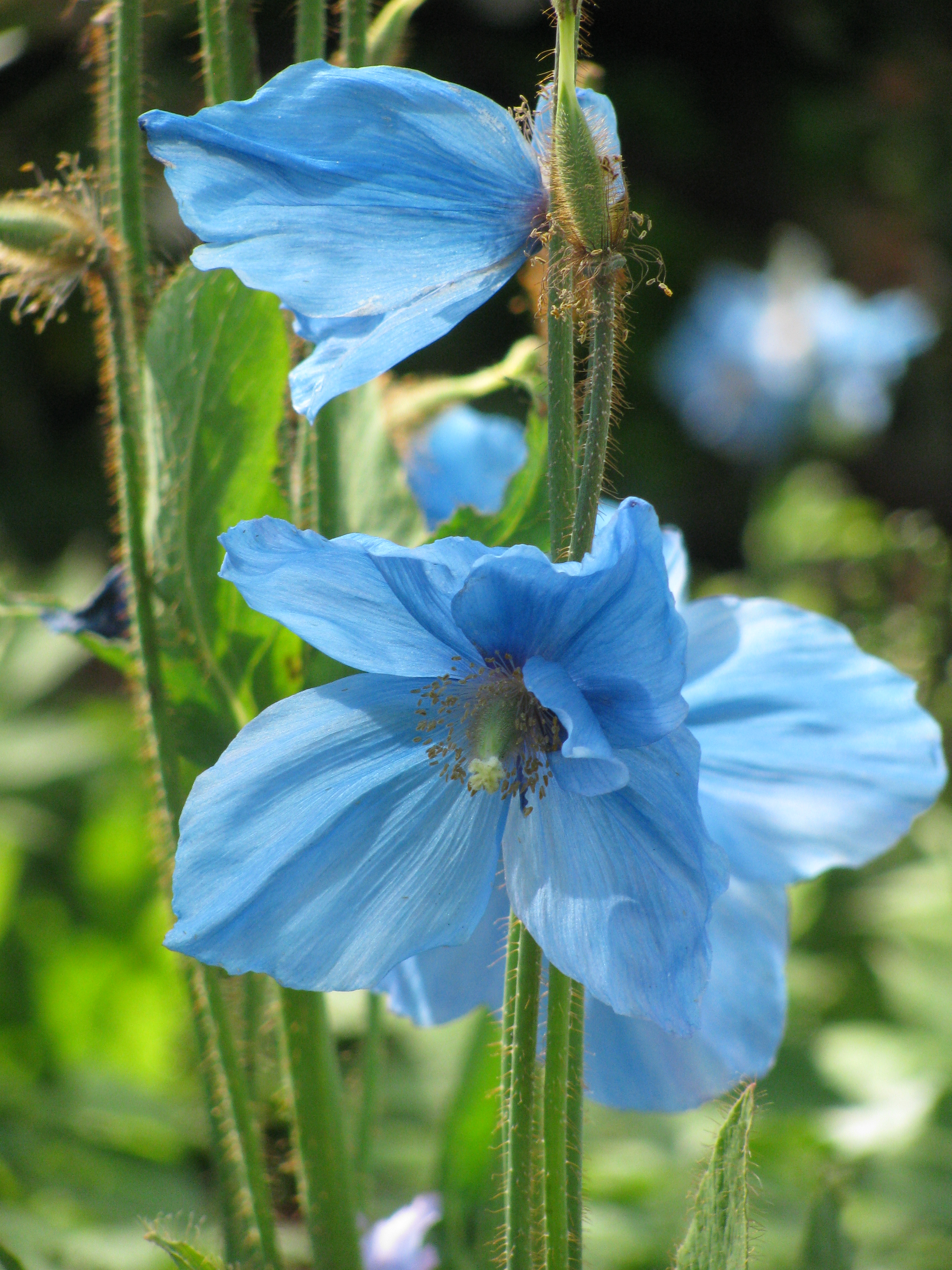
Meconopsis, kultivar 'Slieve Donard'

### Pěstování
Mákovníky náležejí spíše mezi obtížněji pěstovatelné rostliny. Nejsnáze se pěstuje mákovník velšský.
Rostliny lze podle životní formy rozdělit do dvou skupin. Jednu tvoří vytrvalé druhy (mákovník bukvicolistý, Meconopsis grandis, M. × sheldonii aj.), do druhé náleží druhy monokarpické, tedy po odkvětu odumírající (mákovník hrozný, M. napaulensis, M. villosa aj.).
Mákovníky vyžadují vlhkou, ale dobře odvodněnou, lehce kyselou až lehce zásaditou, živnou půdu s dostatečným obsahem humusu. Nejlépe se jim daří v polostínu a je třeba je chránit před vysušujícími větry.
Jedná se o poměrně chladnomilné a vlhkomilné rostliny, které může poškodit již několik dnů sucha a slunečního úpalu.
Asijské druhy rostou ve vysokých horských polohách, kde jsou v zimě chráněny velkou vrstvou sněhu, zatímco v létě je zavlažují monzunové deště. Dobře se pěstují v oblastech se severským přímořským klimatem, jako je severní Norsko, Aljaška nebo severozápadní Kanada. Lze je dokonce pěstovat i za polárním kruhem.

### Množení
Mákovníky se množí buď výsevem semen nebo opatrným dělením rašících rostlin, u některých druhů je možno obojí. Semena klíčí na světle a vysévají se na povrch výsevního substrátu, složeného ze dvou dílů nerašelinného kompostu a jednoho dílu jemného perlitu. Mají poměrně krátkou životnost. Nejlepší výsledky dává podzimní výsev, při němž semena klíčí v horizontu zhruba tří týdnů. Ideální je semena pokrýt tenkou vrstvou vermikulitu, aby byla chráněna a nevysychala. Mladé semenáčky je třeba chránit před mrazem a prvním rokem přezimovat například v chladném skleníku. Pokud se semena vysévají až v předjaří (v únoru), je třeba je do té doby uložit v chladu a suchu, například v chladničce. Při přepichování semenáčků bývají poměrně dost velké ztráty. Mladé semenáčky je třeba opatrně zalévat – jsou citlivé jak na sucho, tak i na převlhčení. Některé kultivary (např. Meconopsis 'Slieve Donard') jsou sterilní a lze je množit výhradně vegetativně.